# Embaixada de Moçambique em Brasília
A Embaixada do Moçambique em Brasília é a principal representação diplomática moçambicana no Brasil. Os países estabeleceram relações diplomáticas em 1975, e um ano depois o Brasil inaugurou sua embaixada em Maputo. A embaixada de Moçambique em Brasília foi aberta em janeiro de 1998. O atual embaixador é Gamiliel Munguambe, no cargo desde 2020.